# NGC 7032
NGC 7032 هي مجرة حلزونية تبعد حوالي 140 مليون سنة ضوئية تقع في كوكبةالطاووس (كوكبة). يبلغ قطره التقديري 71,370 سنة ضوئية. تم اكتشافه من قبل عالم الفلك جون هيرشل في 20 يوليو 1835.

## وصلات خارجية
- NGC 7032 على موقع ويكي سكاي: DSS2, SDSS, GALEX, IRAS, Hydrogen α, X-Ray, Astrophoto, Sky Map, Articles and images